# Championnat d'Autriche de football 1992-1993
Navigation
Saison précédente Saison suivante
La saison 1992-1993 du Championnat d'Autriche de football était la 82e édition du championnat de première division en Autriche. La Bundesliga regroupe les 12 meilleurs clubs du pays au sein d'une poule unique où ils s'affrontent deux fois au cours de la saison, à domicile et à l'extérieur. À la fin de cette première phase, les 8 premiers jouent la poule pour le titre tandis que les 4 derniers rejoignent les 4 premiers de Nationalliga, la deuxième division autrichienne, pour attribuer les 2 dernières places pour la prochaine saison de Bundesliga, qui ne comptera plus que 10 clubs.
C'est le club du FK Austria Vienne, double tenant du titre, qui remporte à nouveau le championnat en terminant en tête du classement final, à égalité de points avec le SV Austria Salzbourg, grâce à une meilleure différence de buts. C'est le 20e titre de champion d'Autriche de l'histoire du club.

## Les 12 clubs participants
| - SK Rapid Vienne - VfB Mödling - Promu de Nationalliga - SKNV St. Pölten - FC Stahl Linz - FC Wacker Innsbruck - Wiener Sport-Club - Promu de Nationalliga | - Austria Salzbourg - SK Vorwärts Steyr - FC Admira Wacker - FK Austria Vienne - SK Sturm Graz - Linzer ASK - Promu de Nationalliga |

## Compétition

### Première phase
Le barème utilisé pour établir le classement est le suivant :
- Victoire : 2 points
- Match nul : 1 point
- Défaite : 0 point

| Rang | Équipe               | Pts | J  | G  | N  | P  | Bp | Bc | Diff |
| ---- | -------------------- | --- | -- | -- | -- | -- | -- | -- | ---- |
| 1    | SV Austria Salzbourg | 29  | 22 | 11 | 7  | 4  | 45 | 27 | +18  |
| 2    | FC Wacker Innsbruck  | 28  | 22 | 10 | 8  | 4  | 45 | 22 | +23  |
| 3    | FK Austria Vienne T  | 28  | 22 | 12 | 4  | 6  | 47 | 25 | +22  |
| 4    | Wiener Sport-Club P  | 27  | 22 | 11 | 5  | 6  | 31 | 33 | -2   |
| 5    | SK Rapid Vienne      | 26  | 22 | 9  | 8  | 5  | 34 | 26 | +8   |
| 6    | FC Admira Wacker     | 25  | 22 | 11 | 3  | 8  | 47 | 33 | +14  |
| 7    | SKNV St. Pölten      | 22  | 22 | 6  | 10 | 6  | 34 | 37 | -3   |
| 8    | SK Vorwärts Steyr    | 22  | 22 | 8  | 6  | 8  | 30 | 34 | -4   |
| 9    | VfB Mödling P        | 19  | 22 | 8  | 3  | 11 | 39 | 41 | -2   |
| 10   | Linzer ASK P         | 14  | 22 | 4  | 6  | 12 | 21 | 46 | -25  |
| 11   | FC Stahl Linz        | 12  | 22 | 3  | 6  | 13 | 20 | 43 | -23  |
| 12   | SK Sturm Graz        | 12  | 22 | 3  | 6  | 13 | 23 | 49 | -26  |

|  | Participation à la poule pour le titre           |
|  | Participation à la poule de promotion-relégation |
|  | T Tenant du titre P Promu de Nationalliga        |

### Seconde phase

#### Poule pour le titre
Les 8 premiers démarrent la seconde phase avec la moitié des points acquis lors de la première phase.
| Rang | Équipe                | Pts | J  | G  | N  | P  | Bp | Bc | Diff |
| ---- | --------------------- | --- | -- | -- | -- | -- | -- | -- | ---- |
| 1    | FK Austria Vienne T   | 36  | 36 | 22 | 6  | 8  | 81 | 35 | +46  |
| 2    | SV Austria Salzburg   | 36  | 36 | 20 | 10 | 6  | 69 | 33 | +36  |
| 3    | FC Admira Wacker      | 28  | 36 | 17 | 6  | 13 | 72 | 54 | +18  |
| 4    | SK Rapid Vienne       | 27  | 36 | 15 | 10 | 11 | 53 | 51 | +2   |
| 5    | FC Wacker Innsbruck C | 26  | 36 | 14 | 12 | 10 | 63 | 43 | +20  |
| 6    | SKNV St. Pölten       | 23  | 36 | 9  | 16 | 11 | 51 | 61 | -10  |
| 7    | Wiener Sport-Club P   | 23  | 36 | 14 | 8  | 14 | 47 | 67 | -20  |
| 8    | SK Vorwärts Steyr     | 18  | 36 | 10 | 9  | 17 | 37 | 53 | -16  |

|  | Qualification pour la Ligue des champions 1993-1994                          |
|  | Qualification pour la Coupe des Coupes 1993-1994                             |
|  | Qualification pour la Coupe UEFA 1993-1994                                   |
|  | T Tenant du titre C Vainqueur de la Coupe d'Autriche P Promu de Nationalliga |

#### Poule de promotion-relégation
Les 4 derniers de la première phase rejoignent les 4 premiers de saison régulière de Nationalliga. Seuls les 2 premiers de cette poule se maintiennent ou accèdent à la Bundesliga.
| Rang | Équipe             | Pts | J  | G  | N | P | Bp | Bc | Diff |
| ---- | ------------------ | --- | -- | -- | - | - | -- | -- | ---- |
| 1    | VfB Mödling P      | 24  | 14 | 11 | 2 | 1 | 26 | 6  | +20  |
| 2    | SK Sturm Graz      | 18  | 14 | 8  | 2 | 4 | 26 | 12 | +14  |
| 3    | Linzer ASK P       | 16  | 14 | 5  | 6 | 3 | 11 | 8  | +3   |
| 4    | Grazer AK (D2)     | 15  | 14 | 4  | 7 | 3 | 20 | 13 | +7   |
| 5    | DSV Leoben (D2)    | 11  | 14 | 3  | 5 | 6 | 14 | 18 | -4   |
| 6    | FC Stahl Linz      | 10  | 14 | 3  | 4 | 7 | 12 | 16 | -4   |
| 7    | SV Ried (D2)       | 9   | 14 | 4  | 1 | 9 | 14 | 26 | -12  |
| 8    | Favoritner AC (D2) | 9   | 14 | 3  | 3 | 8 | 10 | 34 | -24  |

|  | Maintien en Bundesliga             |
|  | Relégation directe en Nationalliga |

## Bilan de la saison
| Championnat d'Autriche de football 1992-1993 |                                  |
| Champion                                     | FK Austria Vienne (21e titre)    |
| Coupes et trophées                           |                                  |
| Vainqueur de la Coupe d'Autriche 1992-1993   | FC Wacker Innsbruck              |
| Qualifications continentales                 |                                  |
| Ligue des champions 1993-1994                | FK Austria Vienne                |
| Coupe des Coupes 1993-1994                   | FC Wacker Innsbruck              |
| Coupe UEFA 1993-1994                         | FC Admira Wacker                 |
| Coupe UEFA 1993-1994                         | SV Austria Salzbourg             |
| Promotions et relégations                    |                                  |
| Promus en Bundesliga                         | Aucun (passage de 12 à 10 clubs) |
| Relégués en Nationalliga                     | FC Stahl Linz                    |
| Relégués en Nationalliga                     | Linzer ASK                       |